# New York Giants (futebol)
New York Giants foi um nome usado por três times de futebol da cidade de Nova York. Duas dessas equipes eram associadas à franquia de beisebol do New York Giants . O primeiro time que usou o nome jogou na Liga Americana de Futebol Profissional em 1894. O segundo time jogou na American Soccer League entre 1923 e 1930, enquanto o terceiro time jogou na mesma liga entre 1930 e 1932.
Os dois Giants da ASL estavam envolvidos em uma mudança de nome confusa. Em 1930, depois que o New York Giants II mudou seu nome para New York Soccer Club, um time rival, o New York Nationals mudou seu nome para Giants. Um jogador, Davey Brown, na verdade foi transferido dos Giants para os Nationals, na verdade passando dos Giants para os Giants. Em 1931, os novos Giants se tornaram campeões do ASL após derrotar New Bedford Whalers, um time sucessor do Giants original, em um play-off.

## História

### New York Giants I
Em 1894, seis franquias de beisebol pertencentes à Liga Nacional organizaram a ALPF, a primeira liga profissional de futebol dos Estados Unidos. Além do New York Giants, as outras equipes que participaram foram Brooklyn Bridegrooms, Baltimore Orioles, Boston Beaneaters, Philadelphia Phillies e Washington Senators . O 1894 Giants jogou com um uniforme todo branco com meias pretas e jogou suas partidas em casa no Polo Grounds . Problemas organizacionais e financeiros fizeram com que a ALPF fechasse antes do final da temporada. Na época, os Giants estavam em quarto lugar, depois de vencer dois jogos em seis.

### National Giants FC / New York Giants II
O próximo New York Giants jogou na American Soccer League entre 1923 e 1930. Após a temporada de 1922-23, o então detentor da National Challenge Cup de 1923, a franquia do Paterson FC foi transferida para Nova York pelo proprietário, Adolph Buslik . O clube foi renomeado como National Giants FC . Durante a temporada 1923-24, Buslik vendeu a franquia para Maurice Vandeweghe . Antes da compra, Vandeweghe era co-proprietário e gerente do New York SC . O clube foi renomeado como New York Giants FC na temporada seguinte.
Em 1926, o clube disputou a final do Lewis Cup, mas perderam por 5–4 em dois jogos para o New Bedford Whalers . Durante 1926, os Giants também forneceram oposição para times europeus em turnê. Em 29 de maio eles perderam por 2-1 para o SC Hakoah Wien e em 12 de setembro eles perderam por 6-0 para Sparta Praga .
Após a turnê, vários jogadores do Hakoah optaram por ficar nos Estados Unidos e jogar pelos Giants, entre eles Béla Guttmann, Erno Schwarz, Egon Pollack, Max Grünwald, Moritz Häusler e Max Gold. Guttmann jogou 83 jogos e marcou dois gols pelo time em duas temporadas. No verão de 1927, o SC Hakoah Wien voltou para outra turnê e vários de seus ex-jogadores, que então jogavam pelos Giants, se juntaram a eles como convidados. Durante esta turnê, os Giants jogaram Hakoah novamente e em 1º de maio empataram em 2–2.
Em 1928, os Giants se viram no centro da Guerra do Futebol, uma luta pelo poder entre a ASL e a US Football Association . A ASL convocou seus membros a boicotar a National Challenge Cup organizada pela USFA. No entanto, os Giants, junto com a Bethlehem Steel e o Newark Skeeters, desafiaram a ASL e entraram de qualquer maneira. Este trio de clubes posteriormente deixou a ASL para ingressar na nova Eastern Soccer League, organizada pela USFA. Maurice Vanderweghe, enquanto continuava a ser dono da franquia Giants, também montou a franquia New York Hakoah para a ESL. O núcleo desta nova equipe era formado por ex-jogadores do SC Hakoah Wien que jogavam pelo Giants. 1929 também viu os Giants continuarem a jogar contra times europeus em turnê. Em março de 1929, eles jogaram contra o Sabaria de Budapeste em uma série de dois jogos, perdendo por 6–4 e vencendo 21. Então, em 19 de maio, eles empataram em 1–1 com Preston North End .
No final de 1929, a disputa entre a ASL e a USFA foi resolvida e a ASL e a ESL foram fundidas. Os Giants foram readmitidos e o New York Hakoah juntou-se à ASL pela primeira vez. Como Maurice Vandeweghe era dono dos Giants e do Hakoah, ele foi forçado a vender a Hakoah para cumprir as regras da ASL. Quatro jogadores do Giants - Jim Brown, George Moorhouse, Shamus O'Brien e Philip Slone - foram incluídos na seleção dos Estados Unidos para a Copa do Mundo de 1930 
Nas temporadas subsequentes, o clube se envolveu em várias mudanças de nome e fusões. Eles jogaram brevemente como New York Soccer Club antes de se fundir com o Fall River F.C. em 1931 para se tornar o New York Yankees . Mais tarde, eles se mudaram para New Bedford, Massachusetts, e se tornaram os New Bedford Whalers .

### New York Giants III
Em 1927, Charles Stoneham, proprietário do time de beisebol New York Giants, assumiu a franquia ASL Indiana Flooring . Ele queria renomear o time de Giants. No entanto, como já havia um New York Giants na ASL, Stoneham teve que se contentar em mudar o nome de seu time de futebol para o New York Nationals . Em 1930, quando o ASL Giants original decidiu se renomear New York Soccer Club, Stoneham aproveitou a oportunidade para renomear o Nationals New York Giants . Os novos Giants foram posteriormente campeões do ASL Spring em 1931. Eles também terminaram como vice-campeões para os Whalers de New Bedford no campeonato de outono. Eles então derrotaram os Whalers por 9–8 no total em um play-off de dois jogos para se tornarem campeões gerais em 1931. Em 24 de maio de 1931, no Polo Grounds, um time do Giants com Davey Brown, Jimmy Gallagher e Bart McGhee perdeu por 3-2 em um amistoso contra o Celtic . Os Giants se retiraram da ASL em 1932.